# Ngabé
Ngabé är ett distrikt i Kongo-Brazzaville. Det ligger i departementet Pool, i den södra delen av landet, 120 km nordost om huvudstaden Brazzaville.